# Flughafen Pajala

i7
i11
i13
Der Flughafen Pajala (IATA-Code: PJA, ICAO-Code: ESUP) ist ein Flughafen nahe Pajala, einem Ort (tätort) in der nordschwedischen Provinz Norrbottens län, nahe der finnischen Grenze. Der offizielle Name des Flughafens lautet Pajala Airport, früherPajala-Ylläs Airport, noch früher Pajala flygplats. Das Ylläs im Namen bezieht sich auf ein finnisches Skigebiet im nahe gelegenen Yllästunturi.

## Geschichte
Im Oktober 1984 setzte die Gemeinde Pajala eine Kommission zur Planung eines Flughafens in der Region ein, nachdem sich drei Firmen aus der Elektronik- beziehungsweise Computerindustrie in Pajala angesiedelt hatten. Mit dem Bau des Flughafens wurde jedoch erst 15 Jahre später, zu Beginn des Jahres 1999 begonnen. Am 15. September 1999 wurde der Flughafen durch König Carl Gustaf eröffnet. Bei Eröffnung des Flughafens bestand eine Start- und Landebahn von 1420 × 30 Metern. Diese wurde 2007 auf 2302 × 45 Meter verlängert.

## Flugverbindungen
Regelmäßige Flugverbindungen bestehen zum circa 240 Kilometer entfernten Flughafen Luleå/Kallax. Die Flugzeit beträgt 35 bis 40 Minuten. Zweimal täglich wurde bis 2011 mit neunsitzigen Flugzeugen des Typos Beechcraft King Air 200 geflogen (von der schwedischen Fluggesellschaft Barents AirLink), danach von Chartergesellschaften (zum Beispiel Avies) im Linienbetrieb mit 19-sitzigen British Aerospace Jetstream 31.